# Croce senza amore
Croce senza amore è il primo romanzo di Heinrich Böll, scritto tra il 1946 e 1947, ma pubblicato solo dopo la sua morte, nel 2002.
 Il titolo si riferisce alla svastica, simbolo del periodo hitleriano. La narrazione si svolge tra il 1933 e il 1945, in tre blocchi separati, ed è ambientata in una città sul Reno, verosimilmente Colonia, nonché in alcune località toccate dalla guerra.

## Tema
I personaggi sono poco numerosi, e tutta la vicenda ruota intorno alla famiglia Bachem. Il padre, Otto, è figura incolore, conformista; la madre invece ha una forte caratterizzazione spirituale: a lei l'autore affida pensieri e monologhi sul tema del male, sulla relazione tra religione e potere, sulla vita cristiana. Dei tre figli, la ragazza, Grete, piuttosto frivola e superficiale, resta per lo più in ombra; Hans e Christian, invece, sono insieme alla madre il centro del romanzo. Hans è attratto dall'organizzazione nazista, in cui entra con convinzione; Christian invece ha forti riserve, che non gli impediscono di prestare servizio nell'esercito. Egli incontra l'amore nella persona di Cornelia, che sposa proprio al momento dello scoppio della guerra.

La guerra è in un certo senso il "personaggio" principale: oltre a segnare in vario modo l'esistenza dei personaggi, sollecita in ognuno una profonda riflessione sul senso della vita, fino a innescare scelte inaspettate.

## Edizioni italiane
- Croce senza amore, trad. di Silvia Bortoli, Introduzione di Anna Ruchat, Collana Scrittori italiani e stranieri, Milano, Mondadori, 2004, ISBN 978-88-045-2696-4.